# Qin Er Shi
Huhai
Qin Er Shi (chinois : 秦二世 ; pinyin : Qín Èr Shì), de son nom personnel Ying Huhai (嬴胡亥), né en 229 av. J.-C. et mort en octobre 207 av. J.-C., est un empereur de la dynastie Qin en Chine de 210 av. J.-C. à octobre 207 av. J.-C.. Son nom signifie littéralement Second Empereur de la Dynastie Qin.

## Accession au trône
Huhai était le fils cadet de Qin Shi Huang, mais il n'en était pas le prince héritier. En -210, alors qu'il accompagnait son père lors d'une de ses tournées en Chine de l'Est, celui-ci mourut soudain le 10 septembre au palais de la préfecture de Shaqiu, à environ deux mois de route de la capitale Xianyang. L’empereur Qin Shi Huang désigna son fils aîné Fusu comme son successeur.
Le chef des eunuques Zhao Gao et le premier ministre Li Si cachent la nouvelle de ce décès pendant leur retour ; ils rédigent en même temps une fausse lettre au nom de son père ordonnant à l'héritier Fusu de se suicider. Et ils mettent sur le trône Huhai, qui prend le nom de Qin Er Shi.

## Règne

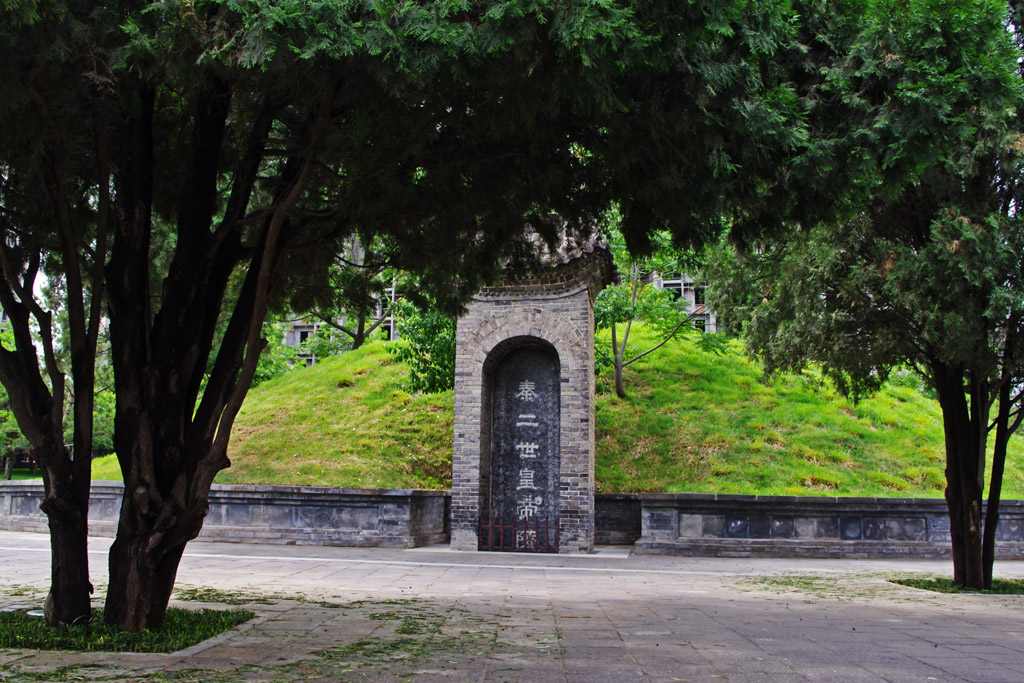
Tombeau de l'empereur Qin Er Shi à Xi'an.

Huhai fut le deuxième empereur de Qin à l'âge de 21 ans. Incompétent et docile, l'essentiel du pouvoir est concentré entre les mains de Li Si et Zhao Gao. Il exécute plusieurs ministres et princes impériaux, poursuit des projets massifs de constructions (un des plus extravagants projets est le laquage des murs de la ville), agrandit son armée, augmente les impôts et emprisonne les messagers qui lui apportent de mauvaises nouvelles. De ce fait, des hommes de toute la Chine se révoltent, attaquent des fonctionnaires, montent des armées et se déclarent rois des territoires saisis.
Pendant ce temps, Li Si et Zhao Gao se déchirent : le premier est exécuté. Zhao Gao décide de forcer Qin Er Shi à se suicider à cause de son incompétence.
Ziying, peut-être un de ses neveux, est alors mis sur le trône par Zhao Gao. Il fait rapidement tuer celui-ci et capitule devant les rebelles trois mois plus tard, marquant la fin de la dynastie Qin.